# Astrolabium Danjona
Astrolabium pryzmatyczne Danjona (czasem także astrolabia Danjona, ang. Danjon astrolabe, impersonal astrolabe)  – astronomiczny instrument pomiarowy służący do dokładnego pomiaru momentu przejścia gwiazdy przez almukantarat o danej wysokości (najczęściej 60 stopni).

## Metoda równych wysokości

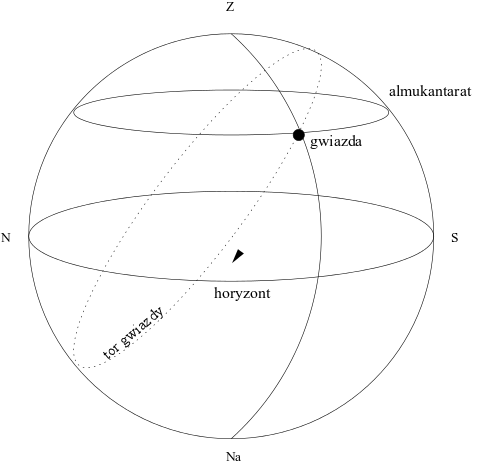
Przejście gwiazdy przez almukantarat

Idea pomiarów astrometrycznych metodą równych wysokości (czyli pomiarów momentów przejść gwiazd przez określony almukantarat) sięga XVI wieku, jednak jej nowoczesną postać stworzył dopiero w XIX wieku Carl Friedrich Gauss. Publikacja Gaussa, jej krytyka przez Delambre’a i publiczna dyskusja obu uczonych sprawiły, że metodą tą zainteresowało się wielu ówczesnych naukowców. W 1828 roku zaproponowaną przez Gaussa metodę wykorzystano z powodzeniem do wyznaczenia szerokości geograficznej obserwatorium w Mikołajowie. Ostateczna analityczna postać metody równych wysokości została opublikowana pod koniec XIX wieku. Początkowo obserwacje prowadzono przy pomocy sekstantu, jednak wzrost wymagań dotyczących dokładności sprawił, że już na przełomie XIX i XX wieku podjęto próby skonstruowania przyrządu specjalnie dedykowanego do tego typu pomiarów.

## Budowa i zasada działania przyrządu

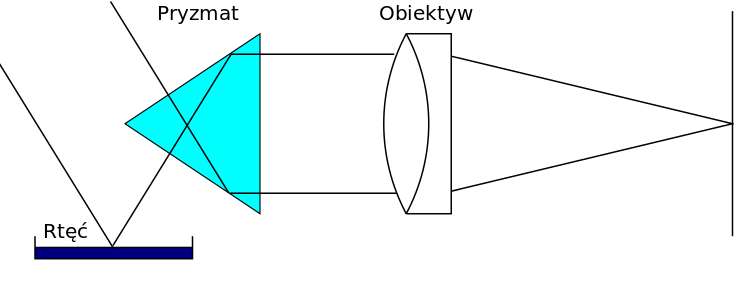
Bieg światła w astrolabium Danjona

Prototyp astrolabium pryzmatycznego stworzył ok. roku 1900 Auguste Claude (a następnie zmodyfikował w 1910 Ludovic Driencourt), jednak jego ostateczna postać została zaprojektowana w latach 40. przez André Danjona, francuskiego astronoma i konstruktora przyrządów astronomicznych. Pierwsze próby nowego przyrządu zostały przeprowadzone w obserwatorium paryskim już w 1950 roku, jednak w pełni funkcjonalne egzemplarze powstały dopiero w połowie lat 50. XX wieku.
Astrolabium pryzmatyczne jest to horyzontalnie zorientowana luneta, która może obracać się jedynie wokół osi pionowej (zenitalnej). Przed obiektywem lunety umieszczony jest pryzmat, najczęściej o przekroju trójkąta równobocznego (w przypadku przyrządu przystosowanego do obserwacji przejść przez almukantarat 60 stopni). Pod pryzmatem znajduje się płaski pojemnik z rtęcią, której powierzchnia definiuje lokalny horyzont (normalna do tej powierzchni wyznacza kierunek pionu). Światło obserwowanej gwiazdy może trafiać do obiektywu lunety dwiema drogami: po odbiciu od powierzchni rtęci i następnie wewnętrznym odbiciu od górnej powierzchni pryzmatu, albo bezpośrednio do pryzmatu, gdzie ulega wewnętrznemu odbiciu od jego dolnej powierzchni (rysunek). Jeśli gwiazda znajduje się na wysokości innej niż 60 stopni, wówczas obserwator widzi jej dwa osobne obrazy, natomiast w momencie przejścia przez almukantarat te obrazy zlewają się w jeden (i w tym momencie dokonywany jest odczyt czasu).

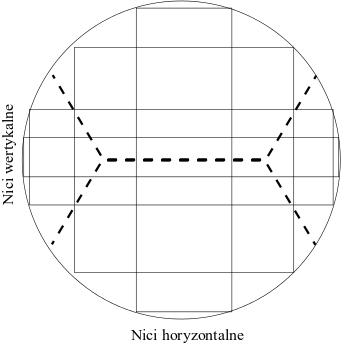
Ruch obu obrazów gwiazdy w polu widzenia astrolabium Danjona wyposażonego w ruchomy pryzmat Wollastona

W praktyce realizuje się to w nieco zmodyfikowany sposób. Aby umożliwić użycie obiektywu o długiej ogniskowej (co zwiększa dokładność pomiaru) bez niepotrzebnego zwiększania rozmiarów całego narzędzia stosuje się dodatkowe, płaskie zwierciadła, wydłużające drogę światła przez dwukrotne jego odbicie w przeciwnych kierunkach. Ponadto na drodze światła przed okularem umieszcza się pryzmat Wollastona, którego położenie (odległość od okularu) może być płynnie zmieniana przy użyciu śruby mikrometrycznej. Umożliwia to utrzymanie pojedynczego (zlanego) obrazu gwiazdy przez pewien skończony czas. Porównanie kolejnych położeń śruby mikrometrycznej z odpowiadającymi im momentami czasu (oraz znajomość funkcji opisującej zmiany wysokości gwiazdy z czasem) pozwala na uzyskanie wyniku będącego uśrednieniem wielu następujących krótko po sobie pomiarów, co znacząco zwiększa dokładność. Odczyty czasu i pozycji śruby są wykonywane automatycznie. Ruch śruby z odpowiednią szybkością jest realizowany przy pomocy silniczka elektrycznego, a rola obserwatora polega jedynie na utrzymaniu obu obrazów gwiazdy w pobliżu siebie przez określony czas, poprzez ręczne dokonywanie drobnych korekt tej szybkości. Obecnie istnieją również w pełni zautomatyzowane, sterowane komputerowo astrolabia pryzmatyczne, w których rejestracja obrazu gwiazdy dokonywana jest przy pomocy kamery CCD.

## Zastosowanie
Astrolabium Danjona znalazło zastosowanie m.in. w badaniu ruchu obrotowego Ziemi, w tym również w badaniu ruchów bieguna ziemskiego. W Polsce przez wiele lat tego typu obserwacje były prowadzone w Obserwatorium Astrogeodynamicznym PAN w Borówcu. Wraz z rozwojem technik satelitarnych znaczenie astrolabium Danjona jako przyrządu pomiarowego zmalało i obecnie jest marginalne.